# Georg Volk
Georg Johann Volk (* 23. März 1898 in Steinheim am Main; † 16. Juni 1986 in Offenbach am Main) war ein deutscher Arzt, Homöopath und Schriftsteller.

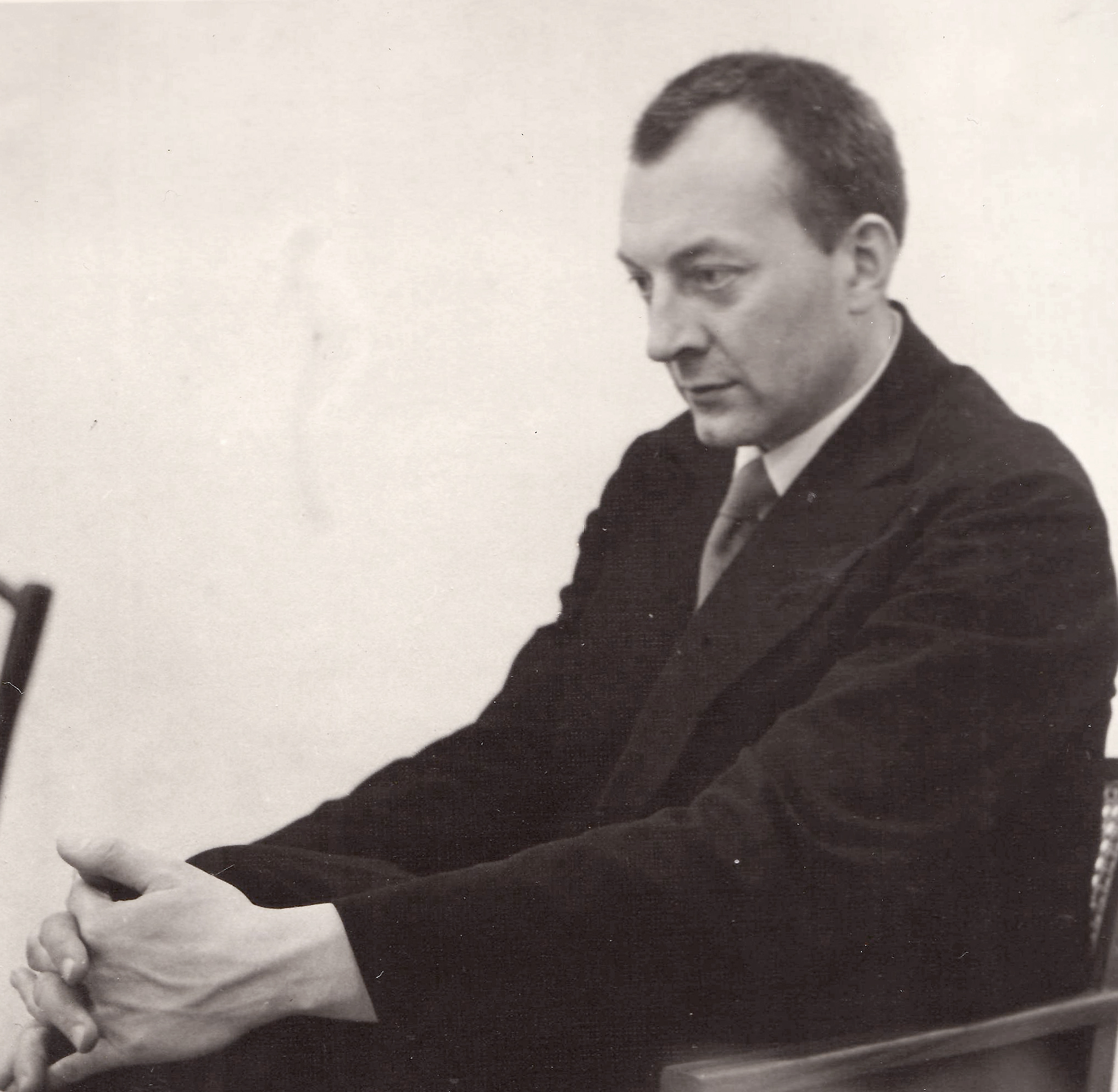
Georg Volk, Offenbach am Main 1933

## Leben
Georg Volk war der ältere Bruder des Mainzer Bischofs Hermann Kardinal Volk (1903–1988), mit dem ihn eine lebenslange Freundschaft verband. Geprägt von der katholischen Jugend- und Erneuerungsbewegung Quickborn um Romano Guardini und den Treffen auf der Burg Rothenfels am Main, (die Volk-Brüder standen der Marburger Quickborngruppe vor) vertrat Georg Volk eine von christlicher Spiritualität durchdrungene, naturverbundene, ganzheitliche Medizin, die auch seine schriftstellerische Tätigkeit für die 1933 verbotene Quickbornzeitschrift Werkhefte junger Katholiken und die Folgezeitschrift (bis 1935) Gestalt und Zeit, sowie seine Monografien bestimmte, die immer auch an den Laien und Patienten gerichtet waren.
Mit Alf Riegel und Robert Steidle gründete Volk die Ärztegilde des Quickborn, die moderne naturwissenschaftliche Erkenntnisse der Medizin mit christlichen Inhalten verband. Zum engen Freundeskreis zählten Alfred Schüler, Ludwig Neundörfer, Heinrich Kahlefeld, Theo Gunkel, Walter Dirks, Ida Friederike Görres und der Pax Christi – Mitbegründer Pater Manfred Hörhammer. Im Quickborn traf Volk auch auf den katholischen Poelzig-Schüler und revolutionären Architekten Rudolf Schwarz, der in seiner Frankfurter Zeit 1934/35 für Volk das Offenbacher Arzthaus mit Praxis errichtete.
Georg Volk nahm als Sanitäter von 1916 bis 1918 am Ersten Weltkrieg teil. Anschließend studierte er Medizin und Philosophie in Marburg (bei Nicolai Hartmann und Heinz Heimsoeth) und an der Johann Wolfgang Goethe-Universität Frankfurt am Main, wo er 1921 mit einer Arbeit über Riesenzellen in der Schilddrüse promoviert wurde. Über das Studium in Marburg mit Fritz Stockebrand (1897–1970) und die anschließende gemeinsame Assistentenzeit gelangte Volk zur Homöopathie und wurde Assistenzarzt bei Otto Leeser (1888–1964; Niederlassung ab 1922) in Frankfurt am Main. Anregungen zur Homöopathie erhielt Volk ferner von August Bier (1861–1949) und Wilhelm Münch (1884–1970; Niederlassung ab 1911 in Frankfurt am Main). 1926 ließ sich Volk nach Stationen in Fulda, Mülheim an der Ruhr und Breslau in Offenbach am Main als Internist und Arzt für Homöopathie nieder.

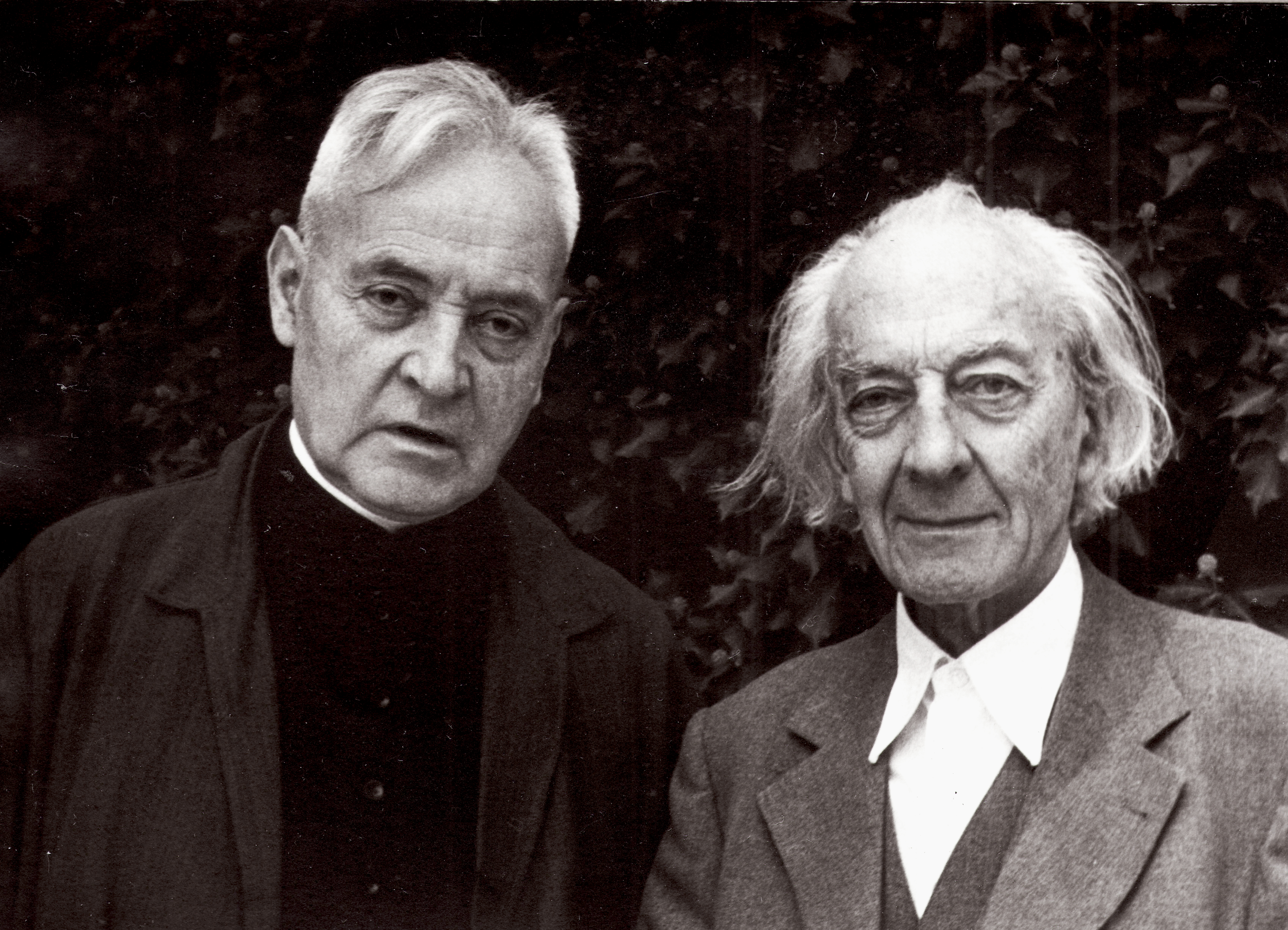
Hermann und Georg Volk, Mainz 1975

Im Zweiten Weltkrieg wurde er 1939 zunächst als Stabsarzt am Westwall eingesetzt. Von 1940 bis 1941 war er Chefarzt des Reserve-Lazaretts Heilig Geist Hospital in Frankfurt am Main, wurde von dort aber bald wegen mangelnder nationalsozialistischer Gesinnung abberufen. Darauf leitete Volk drei Jahre lang das Feldlazarett 709 als Ortslazarett auf der Halbinsel Cotentin (Normandie) im besetzten Frankreich und war dort für die Innere Abteilung verantwortlich. 1944 im Rang eines Oberstabsarztes, wurde Volk im Zuge der Landung der Alliierten in der Normandie im Juni 1944 leitender Arzt des Festungslazaretts von Cherbourg. Nach der Kapitulation und Übergabe der Stadt durch den Festungskommandanten Karl-Wilhelm von Schlieben geriet Volk am 26. Juni 1944 in amerikanische Kriegsgefangenschaft und wurde schließlich im US-Kriegsgefangenenlager McAlester in Oklahoma (USA) interniert, wo er die Leitung der Inneren Abteilung des Gefangenenlazaretts übernahm. Im Gefangenenlager wurde Volk aus dem Offizierskorps ausgeschlossen, da er sich als ranghöchster Offizier geweigert hatte, 1945 den Geburtstag Adolf Hitlers mitzufeiern.
1946 kehrte Volk heim, nahm seine Arbeit in Offenbach als Internist und Homöopath wieder auf und praktizierte bis unmittelbar vor seinem Tod 1986. Zeitgenossen beschreiben ihn als moralische Autorität und charismatische Erscheinung. Volks Haltung gegenüber seinen Patienten war einerseits geprägt von gebieterischer, unnachgiebiger Strenge, andererseits von Güte und Verantwortung der leidenden Kreatur gegenüber, sowie tiefer christlicher Spiritualität und dem Anspruch an sich selbst, ethisches Vorbild zu sein. Tiefe Frömmigkeit, Askese als Lebensprinzip, Konsumverzicht, Vegetarismus aus ethischer Überzeugung waren die Konstanten seines ärztlichen Selbstverständnisses, das im Gegenüber des Patienten den Menschen als Einheit von Leib, Seele und Geist verortete und nachdrücklich zur Mitgestaltung an der individuellen Heilung einbezog und aufforderte.

Von 1958 bis 1976 war Volk Belegarzt, 1969 bis 1974 Chefarzt der homöopathischen Abteilung im Ketteler-Krankenhaus in Offenbach am Main. Georg Volk praktizierte mehr als sechs Jahrzehnte und war ab den achtziger Jahren der älteste praktizierende Arzt in Offenbach und einer der letzten Mediziner Hessens mit eigener, in die Praxis integrierten Apotheke.

## Trivia
Georg Volk war verheiratet mit Anna Stammer und Vater von fünf Kindern. Einer seiner drei Söhne war der Freiburger Ordinarius für Neuropathologie Benedikt Volk (1940–2011). Volks jüngste Tochter Emmanuele hat mit dem Kinderbuch Mein Hund, meine Brüder und ich ihre Kindheitserinnerungen verfasst. Autobiografische Einsprengsel finden sich bei Georg Volk in den Sentenzen seiner Meditationsanleitungen.

## Auszeichnungen

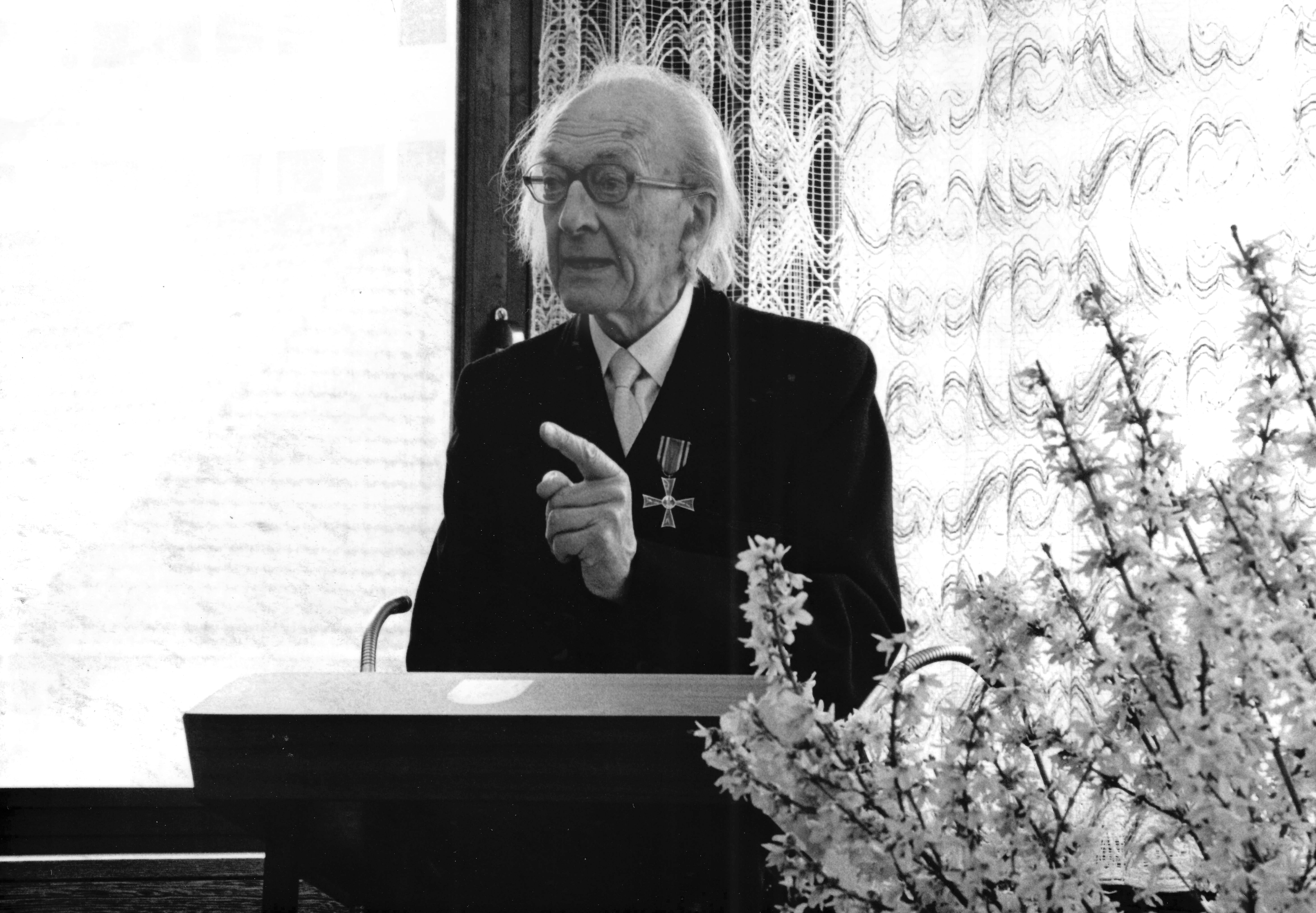
Ehrung mit dem Bundesverdienstkreuz: Georg Volk in Offenbach am 19. März 1981

- 1980 (25. August) – Silberne Bürgermedaille der Stadt Offenbach
- 1981 (19. März) – Verdienstorden der Bundesrepublik Deutschland am Bande für nachhaltiges Wirken und Lebenswerk als ganzheitlicher Mediziner und Schriftsteller[10]
- 2016 (14. Januar) – Seit dem 24. Juni 2004 (nach Antrag der Stadtverordnetenversammlung vom 17. Januar 1989) stand Georg Volk auf der Vorschlagsliste der Stadtverordneten zur Straßenbenennung der Stadt Offenbach am Main.[11] Im Baugebiet „Waldheim-Süd“ (nördlicher Teil, B-Plan Nr. 618 B)[12] der Stadt Offenbach erhielt schließlich eine der neuen Erschließungsstraßen 2016 die Bezeichnung Dr.-Georg-Volk-Weg.[13]

## Schriften
- Das Herz, unser Schicksal. Knecht, Frankfurt am Main 1974.
- Entspannung, Sammlung, Meditation. Matthias-Grünewald, Mainz 1970.
- Liebe und Ehe, Zeugung und Geburt. Christophorus, Freiburg im Breisgau 1968.
- Arznei für Leib und Seele. Herder, Freiburg im Breisgau 1959.
- Gesundes Herz, gesunder Sinn. Knecht, Frankfurt am Main 1957.
- Neural – personale Diagnostik. Anleitung zur patho-physiognomischen Betrachtung des Menschen. Haug, Ulm/Donau 1955.
- Dein Herz in gesunden und in kranken Tagen. Knecht, Frankfurt am Main 1952.
- Vom Arzt und vom Kranken. Vortrag gehalten auf der Ersten Beuroner Hochschulwoche am 15. September 1948. Veröffentlichung des Beuroner Arbeitskreises. Alber, Freiburg 1949.
- Über Riesenzellen in der Schilddrüse. Auszug in: Frankfurter med. Dissertationen in Auszügen. Band 3, Med. Diss. Frankfurt am Main 1923.